# Ohaveč

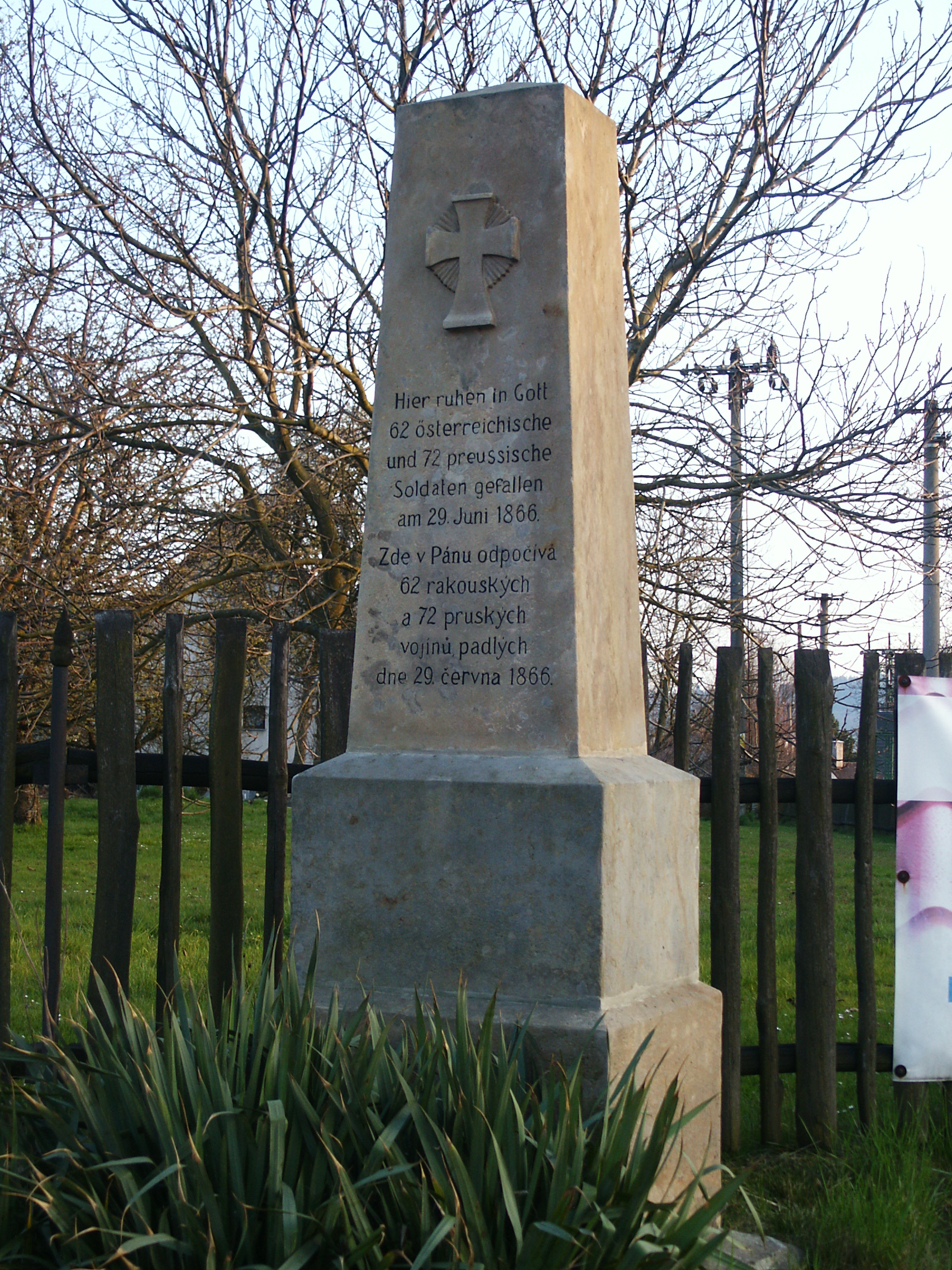
Denkmal der Schlacht bei Gitschin

Ohaveč (deutsch Wohawetz) ist eine Gemeinde in Tschechien. Sie liegt vier Kilometer westlich von Jičín und gehört zum Okres Jičín.

## Geographie
Ohaveč befindet sich im Tal des Baches Porák zwischen dem Höhenzug Velišský hřbet und den Prachauer Felsen im Bergland Jičínská pahorkatina. Südlich des Dorfes liegen die Teiche Ostruženský rybník und Turecká. Durch Ohaveč führt die Staatsstraße 16 von Jičín nach Mladá Boleslav.
Nachbarorte sind Prachov im Norden, Holín im Nordosten, Hurychovna, Jičín-Holínské Předměstí, Jičín-Pražské Předměstí und Březinka im Südosten, Březina im Süden, Hlásná Lhota, U Rybníka im Westen und Ostružno im Südwesten, Dolní Lochov im Westen sowie Horní Lochov im Nordwesten.

## Geschichte
Der Ort wurde unter dem Namen „Vohavec“ 1327 erstmals urkundlich erwähnt.
Nach der Aufhebung der Patrimonialherrschaften bildete Vohavec ab 1850 eine Gemeinde im Bezirk Jičín. 1866 lag das Dorf auf dem Schlachtfeld der Schlacht bei Gitschin. Im Jahre 1900 erhielt der Ort den heutigen Namen Ohaveč. Im Zuge der Gebietsreform von 1960 wurde Ohaveč am 1. Jänner 1961 nach Holín eingemeindet. Seit dem 24. November 1990 besteht die Gemeinde Ohaveč wieder.

## Gemeindegliederung
Für die Gemeinde Ohaveč sind keine Ortsteile ausgewiesen.

## Sehenswürdigkeiten
- Massengrab von Gefallenen der Schlacht bei Gitschin, an der Staatsstraße zwischen Ohaveč und Dolní Lochov